# UFC 27
UFC 27: Ultimate Bad Boyz（ユーエフシー・トゥエンティセブン：アルティメット・バッド・ボーイズ）は、アメリカ合衆国の総合格闘技団体「UFC」の大会の一つ。2000年9月22日、ルイジアナ州ニューオーリンズのレイクフロント・アリーナで開催された。

## 大会概要
メインイベントではペドロ・ヒーゾがダン・スバーンに勝利した。
近藤有己がUFCに初出場した。

## 試合結果

### プレリミナリィカード
第1試合 ライト級 5分2R
△  ブラッド・ガム vs.  CJ・フェルナンデス △
2R終了 ドロー
第2試合 ヘビー級 5分2R
○  ジェフ・モンソン vs.  ティム・レイシック ×
2R終了 判定3-0

### メインカード
第3試合 ヘビー級 5分3R
○  イアン・フリーマン vs.  テッド・ウィリアムス ×
3R終了 判定3-0
第4試合 ミドル級 5分3R
○  近藤有己 vs.  アレッシャンドリ・ダンテス ×
3R 2:28 TKO（レフェリーストップ：左膝蹴り→パウンド）
第5試合 ライト級 5分3R
○  ファビアノ・イハ vs.  ラバーン・クラーク ×
1R 1:10 腕ひしぎ十字固め
第6試合 ミドル級 5分3R
○  ジェレミー・ホーン vs.  ユージーン・ジャクソン ×
1R 4:32 腕ひしぎ十字固め
第7試合 ヘビー級 5分3R
○  モーリス・スミス vs.  ボビー・ホフマン ×
3R終了 判定2-0
第8試合 ヘビー級 5分3R
○  ペドロ・ヒーゾ vs.  ダン・スバーン ×
1R 1:33 ギブアップ（ローキック）